# Nistatina
La nistatina è un farmaco, ad attività antimicotica, inibitore delle funzioni della membrana citoplasmatica e facente parte del gruppo dei polieni. Il composto è derivato da un batterio, lo Streptomyces noursei. È stato identificato per la prima volta nel 1950 da di due studiose, Rachel Fuller Brown ed Elizabeth Lee Hazen.
Molte infezioni causate da muffe e lieviti sono sensibili alla nistatina, in particolare quelle sostenute da germi del genere Candida.
Poiché l'antibiotico viene assorbito solo per il 20%, il suo impiego si limita alla terapia delle micosi cutanee e delle mucose (ad esempio quella esofagea), e in particolare alle candidosi dell'apparato digerente, respiratorio e genitale. In Italia è venduto dalla società farmaceutica Bristol-Myers Squibb con il nome commerciale di Mycostatin nella forma farmaceutica di sospensione orale contenente 100.000 UI/mL di principio attivo. È inoltre disponibile in confetti contenenti 500.000 U.I. ciascuno. La sospensione si è rivelata particolarmente utile nel trattamento delle esofagiti da candida in soggetti immunodepressi (trapiantati e pazienti affetti da AIDS in particolare).
In commercio esiste anche una formulazione per uso topico vaginale, in associazione con il nifuratel (antibiotico della classe dei nitrofurani). Questa formulazione garantisce uno spettro particolarmente ampio, utile per le infezioni di tipo misto del tratto genitale femminile.

## Caratteristiche strutturali e fisiche
La nistatina si presenta come una polvere igroscopica gialla o leggermente tendente al marrone. Praticamente insolubile in acqua e nell'alcool, solo leggermente solubile in alcool metilico, è invece liberamente solubile in dimetilformammide e dimetilsulfossido.

## Farmacodinamica
La nistatina è un composto antibiotico dotato, in vitro, di attività fungistatica e fungicida nei confronti di un grande numero di lieviti e di funghi lievito-simili. 
Come l'amfotericina B e la natamicina, la molecola esercita un'azione lesiva legandosi agli steroli della membrana cellulare di molte specie di miceti, in particolare all'ergosterolo. Quando presente in concentrazioni sufficienti il legame comporta un'alterazione della permeabilità della membrana e determina una fuoriuscita di diversi componenti intracellulari: i pori nella membrana causati dall'antibiotico portano alla fuoriuscita di potassio (K+) all'acidificazione e infine alla morte del fungo. 
I funghi del genere Candida risultano particolarmente sensibili. La nistatina non esercita alcuna attività apprezzabile su germi diversi dai miceti, quali batteri, protozoi o virus.

## Farmacocinetica
Dopo somministrazione per via orale, la nistatina non è praticamente assorbita dal tratto gastroenterico. Infatti ai dosaggi usuali non è possibile determinarne le concentrazioni plasmatiche. Dato l'assorbimento minimo, la gran parte di una dose somministrata oralmente viene escreta immodificata con le feci.

## Usi clinici
Il farmaco, nei soggetti adulti e soprattutto nella formulazione di sospensione orale, trova indicazione nella profilassi e nel trattamento delle infezioni moniliasiche (sostenute da Candida) della cavità orale, dell'esofago e del tratto intestinale. 
Nei neonati, in particolare in quelli le cui madri presentavano colture positive a Candida del secreto vaginale, può essere impiegata per una efficace profilassi della candidosi orale (mughetto).
È anche utilizzata per la profilassi di infezioni fungine invasive in neonati di basso peso alla nascita (peso < 1500 g), anche se il fluconazolo è l'agente preferito. Quando viene utilizzata in questi bambini determina una riduzione di incidenza di infezioni fungine invasive, riducendo anche le morti. Alcune attuali linee guida di pratica clinica affermano che l'uso di questi farmaci antimicotici deve essere limitato ai neonati di peso alla nascita estremamente basso (< 1000 g) e solo all'interno di unità di terapia intensiva neonatale. 
In passato è stata impiegata spesso per via orale nella profilassi di quei soggetti gravemente immunodepressi che sono a rischio di infezioni micotiche, come ad esempio i pazienti con AIDS e una bassa conta di linfociti CD4+ e nei soggetti in chemioterapia. Tuttavia una recente review ha messo in evidenza che la nistatina non può essere ulteriormente raccomandata per la profilassi e che il fluconazolo appare più efficace nel prevenire le infezioni funginee invasive e la colonizzazione.

## Effetti collaterali e indesiderati
La nistatina è generalmente ben tollerata dal paziente, anche nel caso di un periodo di trattamento prolungato. Se applicata topicamente nel cavo orale o somministrata per via orale non è assorbita (per via della sua lipofilicità e delle dimensioni elevate), pertanto non presenta effetti sistemici e non risulta tossica.
È stato segnalato che l'assunzione di dosi orali elevate può causare l'insorgenza di disturbi gastrointestinali (dispepsia, nausea, vomito, dolore addominale e diarrea).
Nella fase post-marketing è stata messa in evidenza la possibilità di disturbi immunitari, della cute e del tessuto sottocutaneo (rash cutaneo, orticaria, angioedema, Sindrome di Stevens-Johnson).

## Controindicazioni
Il farmaco è controindicato nei soggetti con ipersensibilità nota al principio attivo, molecole chimicamente correlate oppure a uno qualsiasi degli eccipienti presenti nella formulazione farmaceutica.

## Dosi terapeutiche
Nei bambini e negli adulti il dosaggio usuale per il trattamento della candidosi orale è pari a 400.000-600.000 U.I., quattro volte al giorno. Per aumentare l'efficacia del farmaco è consigliato suddividere la dose in modo da porne una metà per ciascun lato della bocca e mantenerla in sede il più a lungo possibile, prima di procedere alla sua deglutizione. A giudizio del medico curante e nei casi in cui lo si ritenga opportuno, il dosaggio può anche essere aumentato. Il trattamento deve essere protratto per almeno 48 ore dopo la guarigione clinica al fine di ridurre la possibilità di eventuali ricadute.

## Avvertenze
In caso di stomatite i confetti vanno sciolti in bocca e non ingeriti.